# Edgar P. Jacobs
Edgar P. Jacobs (ur. 30 marca 1904, zm. 20 lutego 1987) – belgijski autor komiksów, uznany za jednego z ojców komiksu europejskiego. W 1946 jeden z założycieli magazynu Tintin. Autor pierwszych jedenastu albumów serii komiksowej Blake i Mortimer, opublikowanych w latach 1950–1977.

## Wybrana twórczość
1. Le Rayon U (1943)
2. Le Secret de l’Espadon (1947, 3 albumy)
3. Le Mystère de la Grande Pyramide (1950, 2 albumy)
4. La Marque Jaune (1953)
5. L’Énigme de l’Atlantide (1955)
6. S.O.S. Météores: Mortimer à Paris (1958)
7. Le Piège diabolique (1960)
8. L’Affaire du Collier (1965)
9. Les trois Formules du Professeur Sato: Mortimer à Tokyo (1970, vol. 1). Vol. 2 Mortimer contre Mortimer (1990)